# Rosemary Rodríguez
Rosemary Rodríguez es una directora de televisión estadounidense.

## Carrera televisiva
Rodríguez ha trabajado como directora en muchas series de televisión de los Estados Unidos, como por ejemplo Turno de guardia, Ley y Orden, Rescue Me, Castle, Mentes criminales, Undercovers y Sin rastro. Recientemente ha dirigido episodios de dos series dramáticas críticamente aclamadas de la CBS: The Good Wife y Blue Bloods.